# 81971 Turonclavere
81971 Turonclavere este un asteroid din centura principală de asteroizi.

## Descriere
81971 Turonclavere este un asteroid din centura principală de asteroizi. A fost descoperit pe 22 august 2000 la Saint-Véran de Lenka Šarounová și Jean Montanne. Asteroidul prezintă o orbită caracterizată de o semiaxă mare de 3,13 ua, o excentricitate de 0,13 și o înclinație de 16,9° în raport cu ecliptica.